# Negru Vodă

Negru Vodă é uma cidade da Roménia com 5.529 habitantes, localizada no judeţ (distrito) de Constanţa.